# أتلانتك بيرد 1
أتلانتك بيرد 1 (بالإنجليزية: Atlantic Bird 1)‏ هو قمر صناعي للاتصالات السلكية واللاسلكية ويتبع المشغل يوتلسات، وموقعه هو°12.5 غربا. يبث هذا القمر قنوات التلفزة والراديو إضافة إلى معطيات رقمية أخرى. ويستعمل للإرساليات المهنية.
صنع من طرف ألينا سبازيو على منصة إيتالسات، يتكون من 24 إرسالا في الحزمة كو، ويمتد في أوروبا، وشمال أفريقيا، الشرق الأوسط، وأمريكا الشمالية وأمريكا الجنوبية.
أطلق القمر في 28 يوليو 2002 في الساعة 22:45 بالتوقيت العالمي، 00:45 بتوقيت باريس، كما أطلق معه قمر الأرصاد الجوية "MSG1" عن طريق صاروخ من طراز آريان 5 (الرحلة 155) من قبل القاعدة الفرنسية للإطلاق كورو، وبلغ وزنه عند الإطلاق 2700 كجم، وقدرت مدة عمره بـ 15 عاما.